# Cơ cấu phối khí trục cam trên đỉnh

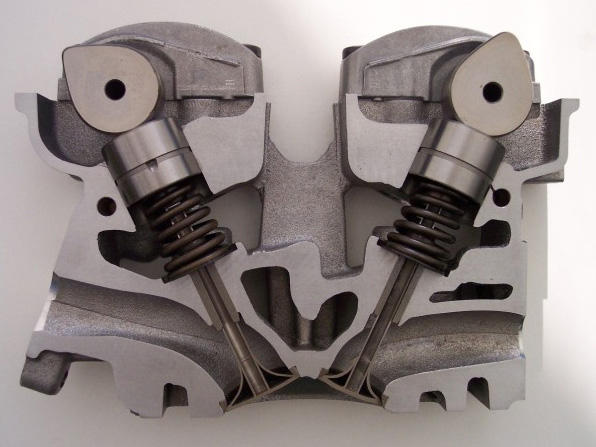
Phối khí trục cam trên đỉnh, trong DOHC.

Cơ cấu phối khí trục cam trên đỉnh (Tiếng Anh: overhead camshaft, viết tắt là OHC) là một cơ cấu điều hành sự chuyển động của các xupap trong động cơ ô tô nhờ vào các trục cam đặt trên đỉnh động cơ.
Có một số cơ cấu thông dụng như SOHC, DOHC.

## SOHC

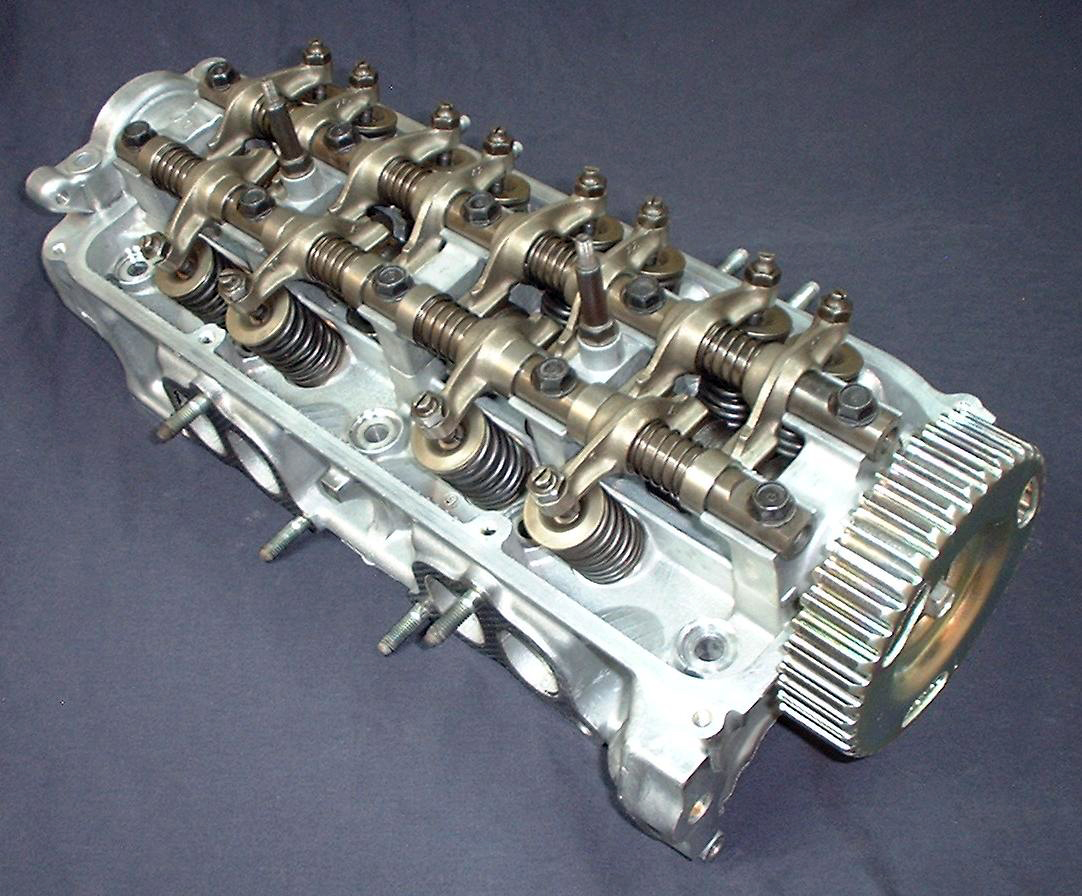
Một cơ cấu SOHC

SOHC (viết tắt cho từ tiếng Anh Single Overhead Camshaft) dùng để chỉ cơ cấu phối khí một trục cam trên đỉnh. Trong cơ cấu này, trục cam được bố trí trong cụm đầu xylanh (trên đỉnh piston), được dẫn động bởi xích cam và điều khiển xupap thông qua cò mổ.
Ưu điểm của cơ cấu là do giảm nhiều chi tiết dẫn động nên nó hoạt động ổn định hơn, SOHC và DOHC nói tới 2 kết cấu hệ thống phân khối khí trong động cơ. Cả hai đều cần trục cam, con đội, cò mổ, xu-páp, lò xo.
SOHC (Single Overhead Camshaft) nghĩa rằng động cơ có duy nhất một trục cam bố trí ở đỉnh máy, phía trên các van. Trục cam dẫn động trực tiếp cả xu-páp nạp và xả thông qua con đội hoặc cò mổ. SOHC cho phép bố trí 2 hoặc 3 van cho mỗi xi-lanh, nếu dùng 4 van, kết cấu truyền động sẽ rất phức tạp.

## DOHC

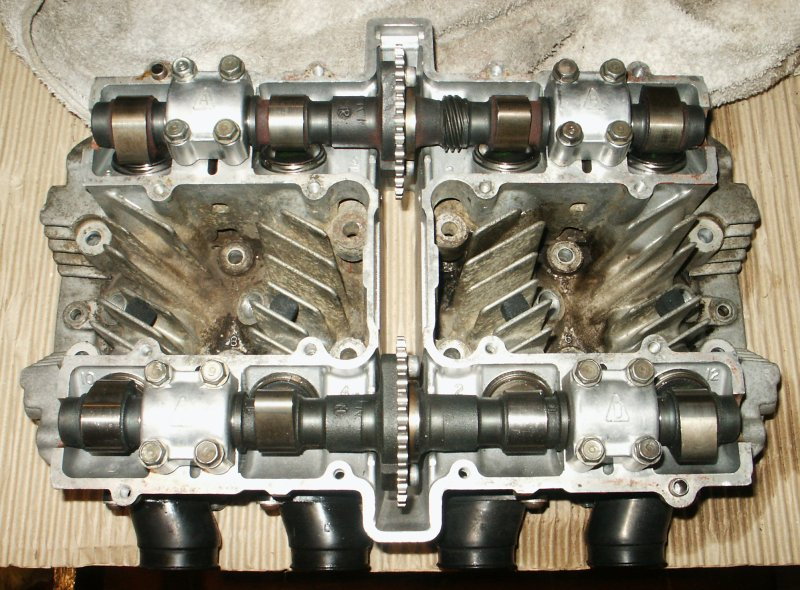
Cơ cấu DOHC của trong động cơ của Suzuki

DOHC (viết tắt cho từ tiếng Anh Double Overhead Camshaft) dùng để chỉ cơ cấu phối khí hai trục cam trên đỉnh. Trong cơ cấu này, xupap nạp và xupap xả được điều khiển bởi hai trục cam riêng biệt. Có hai loại cơ cấu phối khí hai trục cam: loại có sử dụng cò mổ và loại không sử dụng cò mổ.
Cơ cấu DOHC cho phép thiết kế dạng buồng đốt ưu việt hơn loại SOHC. Khả năng đáp ứng và hoạt động của xupap cũng nhanh hơn và chính xác hơn so với loại SOHC. Do vậy, cơ cấu này được áp dụng cho các loại động cơ cần tính năng cao, tốc độ cao (xe thể thao, xe hơi).
DOHC (Double Overhead Camshaft) chỉ loại động cơ sử dụng 2 trục cam bố trí trên đỉnh mỗi xi-lanh. Phương án bố trí 4 van cho mỗi xi-lanh tương đối dễ dàng. Động cơ có thể đạt tốc độ vòng quay lớn. Đồng thời cho phép đặt xu-páp ở các vị trí tối ưu tăng khả năng vận hành. Tuy nhiên nhược điểm là trong lượng hệ thống phân phối khí tăng, kết cấu phức tạp, tốn nhiều công suất quay trục cam và giá thành cao.